# Lista de presidentes do Senado Estadual de São Paulo
Esta é uma lista dos presidentes do Senado do Congresso Legislativo do Estado de São Paulo que existiu durante a República Velha (1889 a 1930). Com a Revolução de 1930 o chefe do Governo Provisório decreta o fechamento e a dissolução da Câmara Estadual (Decreto n.º 19.398, de 11 de novembro de 1930).
| Legislatura | Periodo     | Início                 | Término                | Nome                              | Observações |
| 1ª          | 1891 a 1892 | 15 de julho de 1891    | 29 de janeiro de 1892  | Luís Pereira Barreto              |             |
| 2ª          | 1892 a 1894 | 31 de março de 1892    | 8 de março de 1893     | Ezequiel de Paula Ramos           | [ 1 ]       |
|             |             | 21 de setembro de 1892 | 26 de setembro de 1892 | Jorge Tibiriçá Piratininga        | [ 2 ]       |
|             |             | 8 de março de 1893     | 17 de abril de 1894    | Ezequiel de Paula Ramos           |             |
|             |             | 17 de abril de 1894    | 19 de agosto de 1895   | José Alves Guimarães Júnior       |             |
| 3ª          | 1895 a 1897 | 19 de agosto de 1895   | 8 de maio de 1896      | Francisco de Assis Peixoto Gomide |             |
|             |             | 8 de maio de 1896      | 8 de abril de 1897     | Ezequiel de Paula Ramos           |             |
|             |             | 8 de abril de 1897     | 12 de abril de 1898    | Ezequiel de Paula Ramos           |             |
| 4ª          | 1898 a 1900 | 12 de abril de 1898    | 8 de abril de 1899     | José Alves de Cerqueira César     |             |
|             |             | 8 de abril de 1899     | 9 de abril de 1900     | José Alves de Cerqueira César     |             |
|             |             | 9 de abril de 1900     | 9 de abril de 1901     | José Alves de Cerqueira César     |             |
| 5ª          | 1901 a 1903 | 9 de abril de 1901     | 9 de setembro de 1901  | Francisco de Assis Peixoto Gomide |             |
|             |             | 10 de setembro de 1901 | 8 de abril de 1902     | Francisco de Assis Peixoto Gomide |             |
|             |             | 8 de abril de 1902     | 2 de julho de 1903     | Francisco de Assis Peixoto Gomide |             |
|             |             | 2 de julho de 1903     | 8 de abril de 1904     | Francisco de Assis Peixoto Gomide |             |
| 6ª          | 1904 a 1906 | 8 de abril de 1904     | 8 de abril de 1905     | Francisco de Assis Peixoto Gomide |             |
|             |             | 8 de abril de 1905     | 20 de janeiro de 1906  | Francisco de Assis Peixoto Gomide | [ 3 ]       |
|             |             | 20 de janeiro de 1906  | 26 de abril de 1906    | Manuel Antônio Duarte de Azevedo  | [ 4 ]       |
|             |             | 26 de abril de 1906    | 15 de julho de 1907    | Manuel Antônio Duarte de Azevedo  | [ 5 ]       |
| 7ª          | 1907 a 1909 | 15 de julho de 1907    | 15 de julho de 1908    | Manuel Antônio Duarte de Azevedo  |             |
|             |             | 15 de julho de 1908    | 16 de julho de 1909    | Manuel Antônio Duarte de Azevedo  |             |
|             |             | 16 de julho de 1909    | 15 de julho de 1910    | Manuel Antônio Duarte de Azevedo  |             |
| 8ª          | 1910 a 1912 | 15 de julho de 1910    | 15 de julho de 1911    | Manuel Antônio Duarte de Azevedo  |             |
|             |             | 15 de julho de 1911    | 15 de julho de 1912    | Manuel Antônio Duarte de Azevedo  |             |
|             |             | 15 de julho de 1912    | 9 de novembro de 1912  | Manuel Antônio Duarte de Azevedo  | [ 6 ]       |
|             |             | 9 de novembro de 1912  | 19 de novembro de 1912 | João Álvares Rubião Júnior        |             |
|             |             | 19 de novembro de 1912 | 15 de julho de 1913    | João Álvares Rubião Júnior        |             |
| 9ª          | 1913 a 1915 | 15 de julho de 1913    | 21 de julho de 1914    | João Álvares Rubião Júnior        |             |
|             |             | 21 de julho de 1914    | 19 de julho de 1915    | João Álvares Rubião Júnior        |             |
|             |             | 19 de julho de 1915    | 17 de outubro de 1915  | João Álvares Rubião Júnior        | [ 7 ]       |
|             |             | 18 de outubro de 1915  | 25 de outubro de 1915  | José Alves Guimarães Júnior       | [ 4 ]       |
|             |             | 25 de outubro de 1915  | 10 de novembro de 1915 | José Alves Guimarães Júnior       | e           |
|             |             | 10 de novembro de 1915 | 16 de novembro de 1915 | Gustavo de Oliveira Godoy         | [ 9 ]       |
|             |             | 16 de novembro de 1915 | 20 de julho de 1916    | Jorge Tibiriçá Piratininga        | [ 10 ]      |
| 10ª         | 1916 a 1918 | 20 de julho de 1916    | 16 de julho de 1917    | Jorge Tibiriçá Piratininga        |             |
|             |             | 16 de julho de 1917    | 15 de julho de 1918    | Jorge Tibiriçá Piratininga        |             |
|             |             | 15 de julho de 1918    | 15 de julho de 1919    | Jorge Tibiriçá Piratininga        |             |
| 11ª         | 1919 a 1921 | 15 de julho de 1919    | 15 de julho de 1920    | Jorge Tibiriçá Piratininga        |             |
|             |             | 15 de julho de 1920    | 27 de julho de 1921    | Jorge Tibiriçá Piratininga        |             |
|             |             | 27 de julho de 1921    | 17 de julho de 1922    | Jorge Tibiriçá Piratininga        |             |
| 12ª         | 1922 a 1924 | 17 de julho de 1922    | 18 de julho de 1923    | Jorge Tibiriçá Piratininga        |             |
|             |             | 18 de julho de 1923    | 17 de julho de 1924    | Jorge Tibiriçá Piratininga        |             |
|             |             | 8 de abril de 1924     | 12 de abril de 1924    | Gustavo de Oliveira Godoy         | [ 11 ]      |
|             |             | 10 de julho de 1924    | 17 de julho de 1924    | Gustavo de Oliveira Godoy         | [ 11 ]      |
|             |             | 17 de julho de 1924    | 17 de julho de 1925    | Antônio Dino da Costa Bueno       |             |
| 13ª         | 1925 a 1927 | 17 de julho de 1925    | 15 de julho de 1926    | Antonio Dino da Costa Bueno       |             |
|             |             | 15 de julho de 1926    | 15 de julho de 1927    | Antônio Dino da Costa Bueno       |             |
|             |             | 15 de julho de 1927    | 16 de julho de 1928    | Antônio Dino da Costa Bueno       | [ 12 ]      |
|             |             | 27 de abril de 1927    | 14 de julho de 1927    | José Alves Guimarães Júnior       | [ 11 ]      |
| 14ª         | 1928 a 1930 | 16 de julho de 1928    | 15 de julho de 1929    | Antonio Dino da Costa Bueno       |             |
|             |             | 15 de julho de 1929    | 15 de julho de 1930    | Antônio Dino da Costa Bueno       |             |
|             |             | 15 de julho de 1930    | 24 de outubro de 1930  | Antônio Dino da Costa Bueno       |             |

Legenda
| cor     | significado      |
| amarelo | titular do cargo |
| ciano   | interino         |

## Observações
1. ↑  Exerceu a interinamente o cargo de Presidente do Estado de São Paulo de 21 de setembro a 26 de setembro de 1892
2. ↑  Exerceu a presidência por afastamento do titular do cargo.
3. ↑  Faleceu no exercício do cargo 20 de janeiro de 1906
4. 1 2  Exerceu a presidência interinamente por falecimento do titular do cargo
5. 1 2  Eleito para o cargo por falecimento do titular
6. ↑  Faleceu no exercício do cargo em 9 de novembro de 1912
7. ↑  Faleceu no exercício do cargo em 17 de outubro de 1915
8. ↑  Renunciou ao cargo em 10 de novembro de 1915
9. ↑  Exerceu a presidência interinamente por renúncia do titular do cargo
10. ↑  Eleito para o cargo por renúncia do titular
11. 1 2 3  Exerceu a presidência interinamente por afastamento do titular do cargo
12. ↑  Exerceu a interinamente o cargo de Presidente do Estado de São Paulo de 27 de abril a 14 de julho de 1927, por falecimento do titular